# Beilschmiedia minutiflora
Beilschmiedia minutiflora là loài thực vật có hoa trong họ Nguyệt quế. Loài này được (Meisn.) Benth. & Hook.f. ex B.D.Jacks. miêu tả khoa học đầu tiên năm 1895.